# Dimos Delta
Dimos Delta (Delta) är en kommun i Grekland.   Den ligger i prefekturen Nomós Thessaloníkis och regionen Mellersta Makedonien, i den norra delen av landet, 300 km norr om huvudstaden Aten. Antalet invånare är 40 206. Arean är 309 kvadratkilometer.
Terrängen i Dimos Delta är huvudsakligen platt, men åt nordost är den kuperad.